# Na Mokulua
Nā Mokulua, ou simplement Mokulua ("les deux îles", en hawaïen) sont deux îlots au large de la côte au vent d'Oahu dans les îles hawaïennes. 

## Géographie
Les îlots sont situés à environ 0,75 milles (1,21 km) de Ka'ōhao (Lanikai), un quartier de Kailua, Hawaï.
Les îles se sont formées il y a entre 2,7 et 3,9 millions d'années. Les deux îles sont composées de nombreux dykes ignés intrusifs basaltiques, souvent appelés essaim de dykes. Ces dykes font partie du grand bouclier de Ko'olau.

## Quelques vues

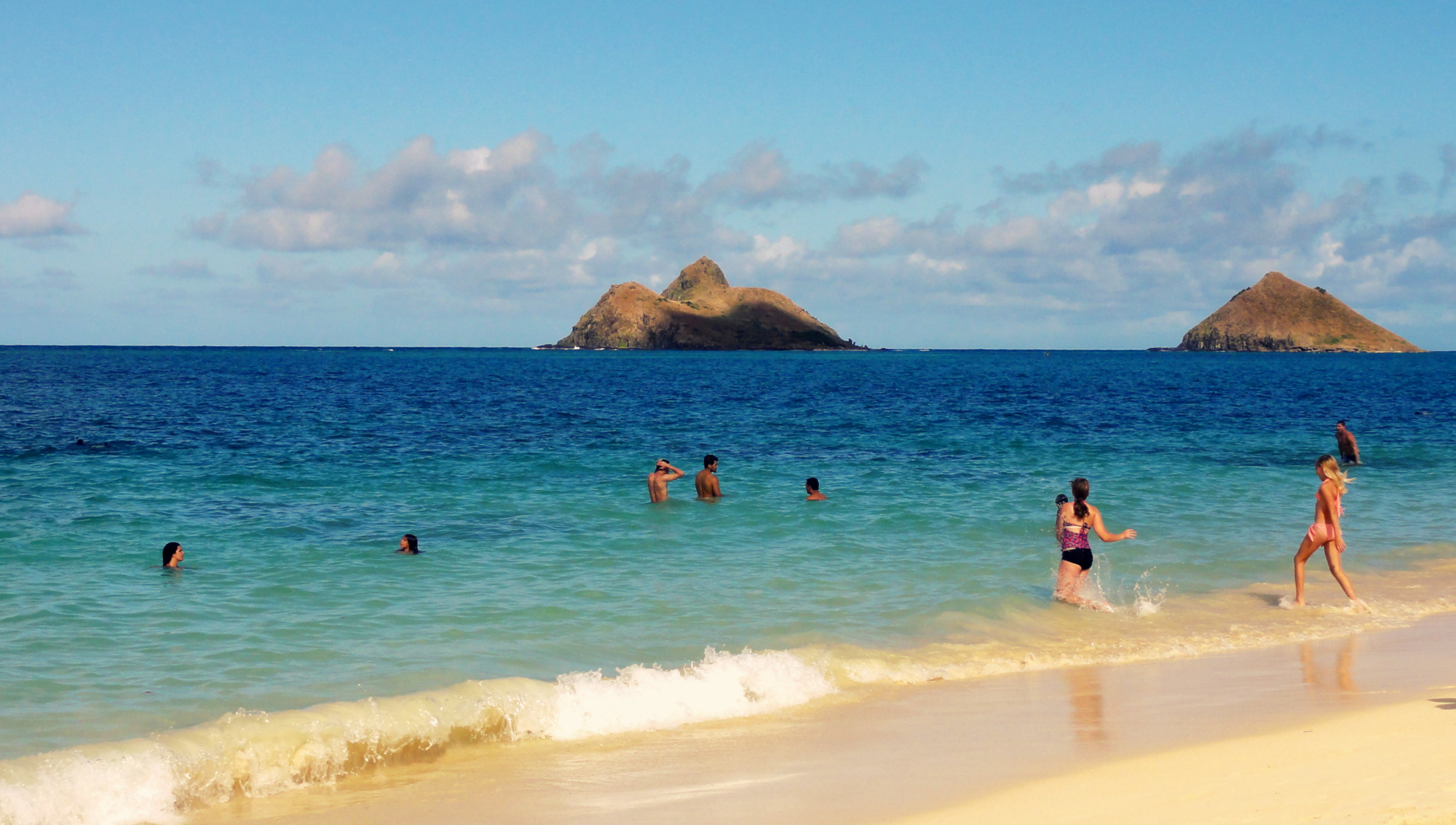
Vue depuis la plage de Lanikai à la lumière du jour
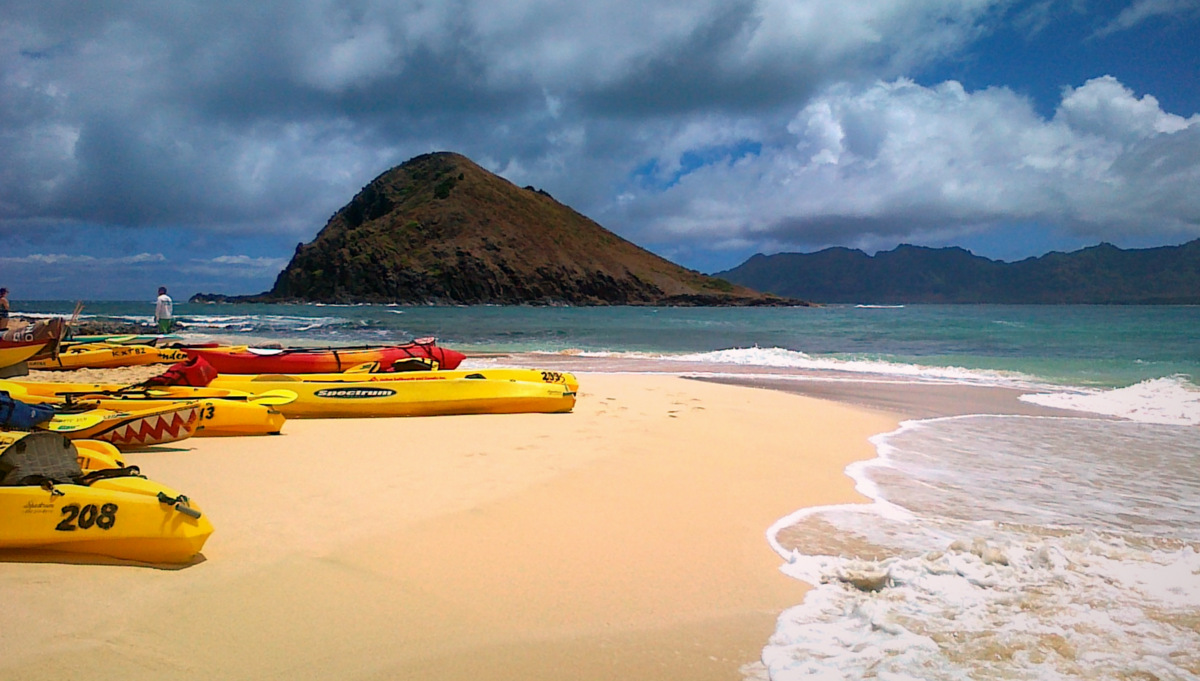
Vue de Moku Iki depuis la plage de Moku Nui
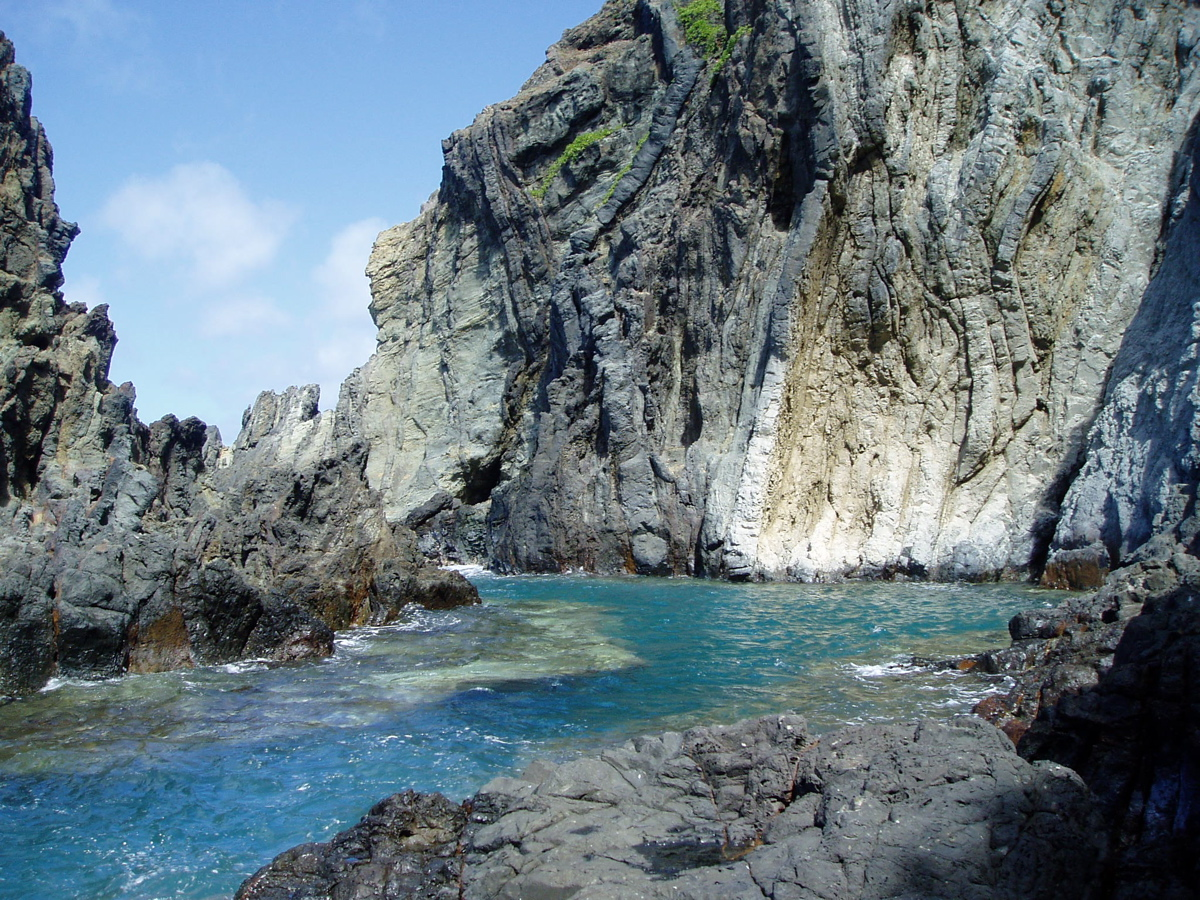
Crique océanique au nord de Moku Nui
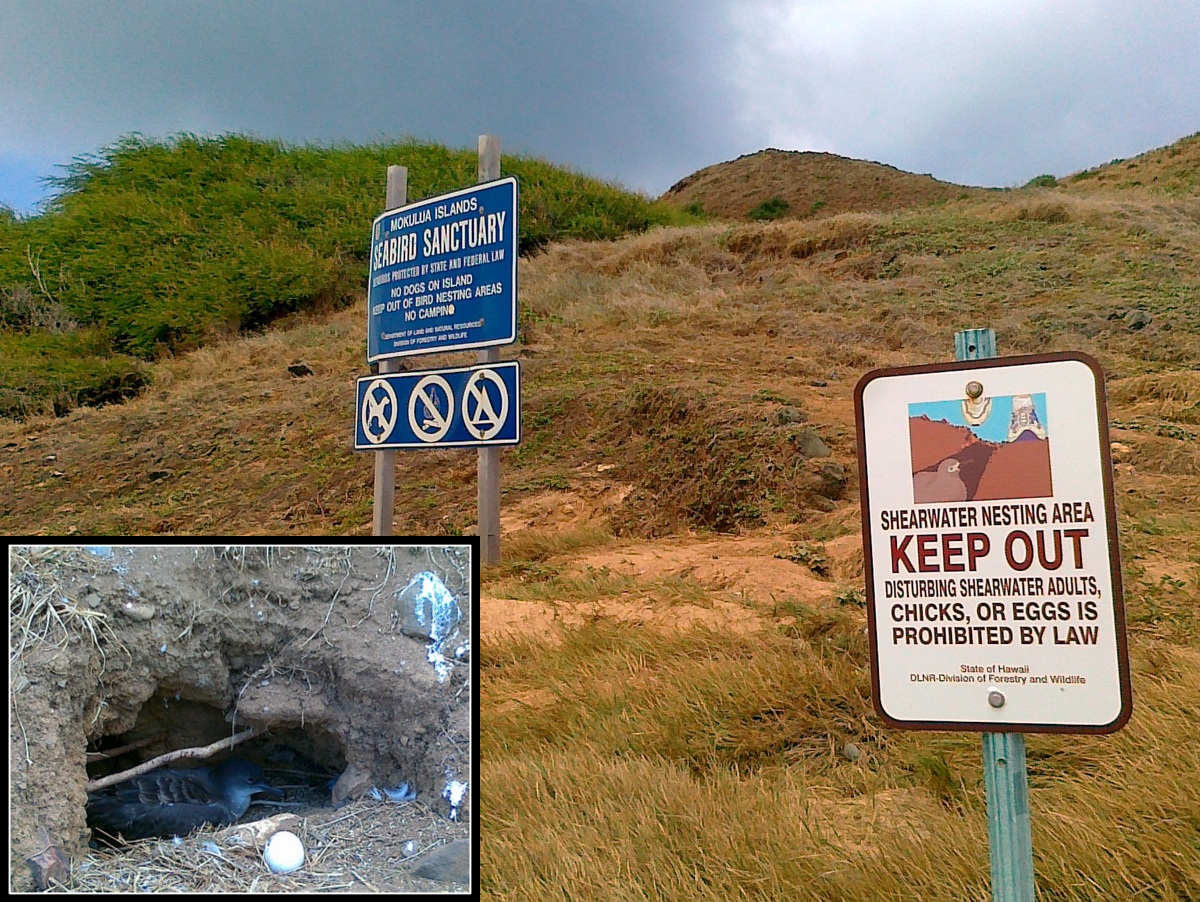
Sanctuaire d'oiseaux marins de l'État d'Hawaï à Moku Nui
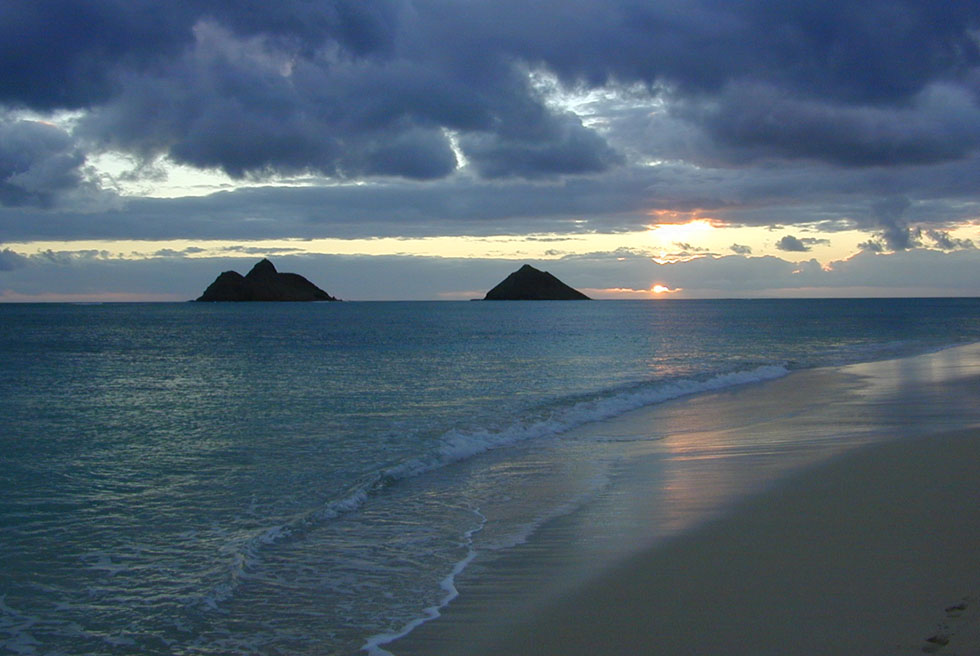
Vue depuis la plage de Lanikai à l'aube
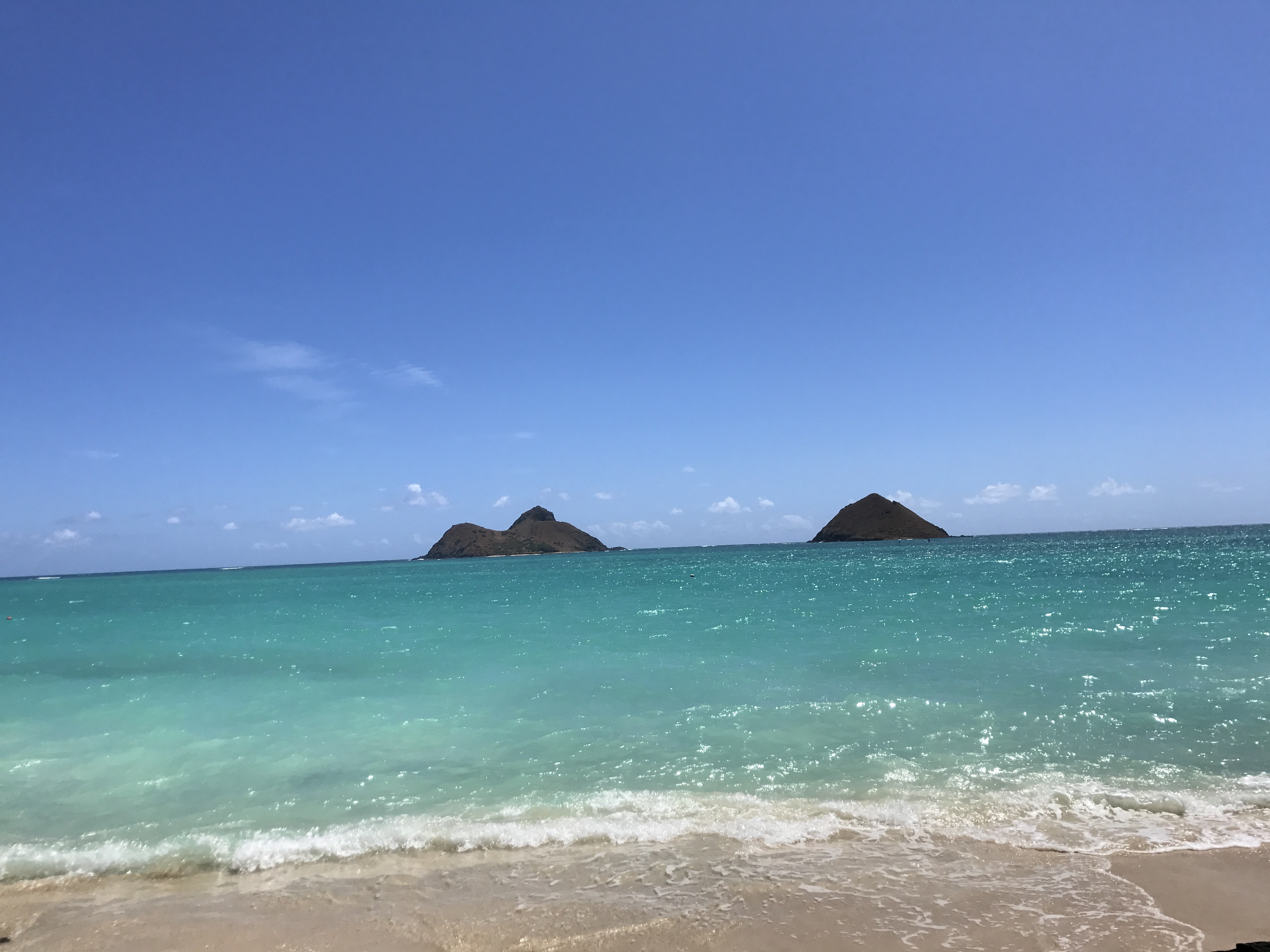
Le Mokulua depuis la côte de Lanikai Beach